# Cremona Hockey 2018-2019
Questa voce raccoglie le informazioni riguardanti il Cremona Hockey nelle competizioni ufficiali della stagione 2018-2019.

## Maglie e sponsor
| 1ª divisa | 2ª divisa |

## Organico

### Giocatori
Rosa e numerazione, tratte dal sito internet ufficiale della Federazione Italiana Sport Rotellistici, aggiornate alla stagione 2018-2019.
| N° | Naz.              | Ruolo | Sportivo               |  |  |  |
| -- | ----------------- | ----- | ---------------------- |  |  |  |
| 1  | Italia (bandiera) | P     | Filippo Dimone         |  |  |  |
| 7  | Italia (bandiera) | E     | Orlando Coppola        |  |  |  |
| 8  | Italia (bandiera) | E     | Leonardo Sanpellegrini |  |  |  |
| 11 | Italia (bandiera) | E     | Riccardo Bernabè       |  |  |  |
| 19 | Italia (bandiera) | E     | Stefano Curti          |  |  |  |
| 29 | Italia (bandiera) | E     | Enrico Pochettino      |  |  |  |
| 49 | Italia (bandiera) | P     | Riccardo Porchera      |  |  |  |
| 72 | Italia (bandiera) | E     | Andrea Consiglio       |  |  |  |
| 87 | Italia (bandiera) | E     | Cristian Piras         |  |  |  |

### Staff tecnico
- 1º Allenatore:  Alberto Sanpellegrini
- 2º Allenatore:  Corrado Piras
- Meccanico: